# Pleuroprucha ochrea
Pleuroprucha ochrea là một loài bướm đêm trong họ Geometridae.